# 앨런 양
앨런 마이클 양(영어: Alan Michael Yang, 중국어 정체자: 楊維榕, 1983년 8월 22일~)은 미국의 각본가, 프로듀서, 감독이다. NBC 시트콤 《팍스 앤 레크리에이션》에서 각본과 프로듀서를 맡아 생애 처음으로 에미상에 후보로 올랐다. 아지즈 안사리와 함께 2015년에 공개된 넷플릭스 시리즈 《마스터 오브 제로》를 공동 제작해 호평을 받았다. 이 작품을 통해 2016년에 피버디상을 비롯해 안사리와 함께 아시아계로는 최초로 제68회 프라임타임 에미상 코미디 시리즈 최우수 각본상을 수상했으며, 에미상 최우수 코미디 시리즈 부문에도 후보로 올랐다. 2014년 코미디 작품 《데이트 앤 스위치》에서도 각본을 맡았으며, 2018년에는 아마존 비디오 시리즈 《포에버》를 공동 제작했다.

## 어린 시절
양은 미국 캘리포니아주 리버사이드에서 자랐다. 양의 부모는 중화민국 출신이었다. 아버지는 후웨이진 출신의 은퇴한 산부인과 의사이고, 어머니는 고등학교 수학 교사이다. 양은 리버사이드에 있는 리버사이드 폴리 고등학교를 다녔다. 양은 하버드 대학교에서 생물학을 공부했으며, 20살에 졸업했다. 하버드 재학 당시 대학의 유머 잡지인 《하버드 램푼》에서 글을 쓰며 처음으로 코미디 관련 작업을 하기 시작했다. 양은 한 인터뷰에서 자신의 부모님에게서 수학과 과학이 유색인종에게 '안전 지대'라는 이야기를 들었기 때문에 생물학을 택하게 되었다고 밝혔다. 하버드 시절의 양은 야구에 관심을 갖고 보스턴 레드삭스의 팬이 되었으며, 이는 스포츠 저널리즘 블로그인 파이어 조 모건에 '주니어'라는 필명으로 글을 쓰게 된 계기가 되었다. 양은 당시 《오피스》의 프로듀서이자 각본가였던 마이클 슈어와 함께 이 블로그에 글을 기고했는데, 두 사람은 훗날 《팍스 앤 레크리에이션》과 《굿 플레이스》에서 함께 일하게 된다.

## 경력

### 글쓰기
하버드 졸업 후 코미디 작가로서 경력을 쌓고 싶었던 양은 로스쿨을 진학을 고려하기도 했다. 2009년 잡지 《버라이어티》는 '주목해야 할 10명의 시나리오 작가' 중 한 명으로 양을 선정했다. 양은 《라스트 콜 위드 카슨 데일리》의 작가로 일했고 《사우스 파크》의 작업에도 참여했으며, 2008년에는 당시 제작 예정이었던 NBC 코미디 《팍스 앤 레크리에이션》의 각본을 담당하게 되었다. 근무 시작 6개월 전에 채용되었기 때문에 그 사이에 《화이트 대드》와 《게이 두드》라는 이름의 두 가지 시나리오를 썼다. 《화이트 대드》는 2008년에 소니에 팔렸고, 《게이 두드》는 블랙 리스트에 올랐다가 2011년에 라이언스게이트 필름스에 팔렸고 2014년에 《데이트 앤 스위치》라는 이름의 영화로 개봉되었다. 또한 양은 딘 홀랜드와 마이클 슈어가 감독하고 아지즈 안사리, 라시다 존스, 에이미 폴러, RZA, 퀘스트러브가 출연한 퍼니 오어 다이의 단편 작품인 《팍스 앤 레크리에이션 이즈 더 우탕 오브 코미디》(2010)의 각본을 집필했다.
2012년, 양은 아버지와 아들의 관계를 다루는 시트콤 각본을 쓰기 시작했는데, 《팍스 앤 레크리에이션》의 프로듀서 그레그 대니얼스가 등장 인물을 아시아인으로 설정하는 게 어떻겠냐는 제안을 해지만 양은 성공하지 못할 것이라 생각해 거절했다. 하지만 《팍스 앤 레크리에이션》을 통해 양은 배우이자 코미디언인 아지즈 안사리와 친구가 되었고, 두 사람은 2015년 11월 6일에 넷플릭스에서 공개된 《마스터 오브 제로》를 공동 제작했다. 이 작품은 다양한 인종과 문화적 배경을 가진 배우의 캐스팅과 소재로 좋은 평가를 받았고, 에미상의 4개 부문에 후보로 올랐다. 그중에 양과 안사리는 《마스터 오브 제로》의 "Parents" 에피소드로 코미디 시리즈 최우수 각본상을 공동 수상하는 영예를 안았다. 양은 한 인터뷰에서 켈빈 유가 연기한 브라이언이라는 캐릭터는 자신과 자신의 가족을 본따 만들어졌다고 밝히며, "제 아버지, 아지즈의 아버지, 그리고 전반적으로 우리 가족들을 바탕으로 만들어졌어요. 많은 부분이 아지즈와 제가 나눴던 대화를 기반으로 쓰여졌죠."라고 말했다. 양과 안사리는 2016년 5월에 피버디상도 수상했다.
《마스터 오브 제로》가 인종 다양성과 인종차별 문제에 대해 다루고 있긴 하지만, 주된 목표는 등장 인물들의 삶의 경험을 진정성 있게 보여주는 데 있었다고 한다. 2016년 6월 《버라이어티》와의 인터뷰에서 양은 "우리는 우리가 실제 삶에서 이야기하는 것들을 적절히 섞으려고 노력합니다. 인도계나 아시아계가 TV에 출연하는 것에 대해 또는 이민자인 부모님들과의 관계에 대해 다루는 에피소드도 한두 개 있지만, 우리도 사랑에 빠지고, 직장에서 어려움을 겪습니다. 우리는 캐릭터를 더 입체적으로 만드는 이런 다른 이야기들을 갖고 있습니다."라고 말했다. 《마스터 오브 제로》의 두 번째 시즌은 2017년에 공개되었다.
2016년, 양은 《굿 플레이스》에 합류해 시즌 1 두 번째 에피소드의 각본을 담당했다. 시즌 2에서는 한 에피소드를 연출하기도 했다.
2018년에는 《팍스 앤 레크리에이션》에서 함께 일했던 맷 허버드와 다시 만나 프레드 아미슨와 마야 루돌프가 주연을 맡은 아마존의 코미디 드라마 시리즈 《포에버》를 제작했다. 또한 《리틀 아메리카》의 제작에도 참여했는데, 양은 이 드라마에 대해 "블랙 미러 같지만, 매우 어두운 SF 이야기 대신 이민자들의 이야기를 다룬다"고 설명했다.

### 감독 및 제작
양은 《팍스 앤 레크리에이션》에서 두 편의 에피소드 "Swing Vote"(2013, 시즌 5, 에피소드 21) "New Beginnings"(2014, 시즌 6, 에피소드 11)를 연출했다. 이 작품에서 각본을 맡아 16개의 에피소드를 집필했을 뿐만 아니라, 24편의 에피소드에서 스토리 에디터로, 6편의 에피소드에서 수석 스토리 에디터로 제작에 참여했다. 또한 극중 등장인물인 앤디의 밴드 마우스 랫의 멤버로 가끔씩 출연하기도 했다. 양은 제이Z의 노래인 "Moonlight"의 뮤직비디오를 연출했는데, 이 뮤직비디오는 미국 드라마 《프렌즈》를 아프리카계 미국인 배우들만으로 재해석한 작품이었다.
양은 《마스터 오브 제로》의 총괄 프로듀서, 《팍스 앤 레크리에이션》의 공동 총괄 프로듀서, 수퍼바이징 프로듀서, 프로듀서, 공동 프로듀서를 역임했다. 또한 《데이트 앤 스위치》의 총괄 프로듀서, 《사우스 파크》 에피소드 "Miss Teacher Bangs A Boy"(2006)의 자문 프로듀서, 퍼니 오어 다이의 단편 작품 《팍스 앤 레크리에이션 이즈 더 우탕 오브 코미디》(2010)의 프로듀서, 《라스트 콜 위드 카슨 데일리》의 어소시에이트 프로듀서를 맡았다. 2007년 MTV 무비 어워드에서는 컨설턴트로 활동했다.
양은 아마존 시리즈 《포에버》를 제작했는데, 이 작품은 양의 고향인 캘리포니아주 리버사이드에서 모험을 하는 부부의 이야기를 다룬 코미디 드라마이다.

### 그 외
양은 요리사 데이비드 장과 친구 사이이며, 장이 진행하는 넷플릭스 논픽션 오리지널 시리즈인 《어글리 딜리셔스》의 에피소드 "Fried Rice"에 출연해 중국 요리에 대해 이야기를 나눴다. 양은 또한 지역의 소규모 스탠드업 코미디 클럽에서 스탠드업 코미디 공연도 해오고 있다. 2020년 11월 29일, 자선 단체인 서던 스모크 재산을 위해 퀴즈 쇼 《누가 백만장자가 되고 싶은가?》에 출연한 데이비드 장은 100만 달러가 걸린 마지막 문제에서 '전화 친구' 기회를 사용해 양과 미나 킴스에게 도움을 요청했고, 그 결과로 이 프로그램에서 첫 번째로 100만 달러를 받은 연예인이자 전체 14번째 100만 달러 우승자가 될 수 있었다.

## 개인사
양은 배우 크리스틴 고와 약혼했다.

## 필모그래피

### 영화
| 연도 | 제목                 | 역할   | 역할   | 역할     | 비고          |
| 연도 | 제목                 | 감독   | 각본   | 프로듀서 | 비고          |
| ---- | -------------------- | ------ | ------ | -------- | ------------- |
| 2014 | 《데이트 앤 스위치》 | 아니요 | 예     | 예       | 총괄 프로듀서 |
| 2016 | 《We Love You》      | 아니요 | 예     | 아니요   |               |
| 2020 | 《타이거테일》       | 예     | 예     | 예       |               |
| 2025 | 《굿 포춘》          | 아니요 | 아니요 | 예       | 제작 예정     |

### 텔레비전
| 연도      | 제목                           | 역할   | 역할   | 역할     | 비고                                                 |
| 연도      | 제목                           | 감독   | 각본   | 프로듀서 | 비고                                                 |
| --------- | ------------------------------ | ------ | ------ | -------- | ---------------------------------------------------- |
| 2009      | 《라스트 콜 위드 카슨 데일리》 | 아니요 | 예     | 예       |                                                      |
| 2009–2015 | 《팍스 앤 레크리에이션》       | 예     | 예     | 예       | 각본 (에피소드 16편), 연출 (에피소드 2편)            |
| 2016      | 《굿 플레이스》                | 예     | 예     | 예       | 각본 (에피소드 1편), 연출 (에피소드 1편)             |
| 2015–2021 | 《마스터 오브 제로》           | 예     | 예     | 예       | 공동 제작, 각본 (에피소드 10편), 연출 (에피소드 2편) |
| 2018      | 《포에버》                     | 예     | 예     | 예       | 공동 제작, 각본 (에피소드 4편), 연출 (에피소드 4편)  |
| 2020~현재 | 《리틀 아메리카》              | 아니요 | 아니요 | 예       | 총괄 프로듀서                                        |
| 2022~현재 | 《돈벼락》                     | 예     | 예     | 예       | 공동 제작, 각본 (에피소드 5편), 연출 (에피소드 5편)  |

## 수상
| 연도 | 시상식                 | 부문                        | 작품                     | 결과 |
| ---- | ---------------------- | --------------------------- | ------------------------ | ---- |
| 2012 | 미국 작가 조합상       | 코미디 시리즈               | 《팍스 앤 레크리에이션》 | 후보 |
| 2013 | 미국 작가 조합상       | 코미디 시리즈               | 《팍스 앤 레크리에이션》 | 후보 |
| 2013 | 미국 작가 조합상       | 코미디 에피소드             | 《팍스 앤 레크리에이션》 | 후보 |
| 2014 | 아메리칸 코미디 어워즈 | 최우수 코미디 각본 - TV     | 《팍스 앤 레크리에이션》 | 후보 |
| 2015 | 프라임타임 에미상      | 최우수 코미디 시리즈        | 《팍스 앤 레크리에이션》 | 후보 |
| 2016 | 프라임타임 에미상      | 최우수 코미디 시리즈        | 《마스터 오브 제로》     | 후보 |
| 2016 | 프라임타임 에미상      | 코미디 시리즈 최우수 각본상 | 《마스터 오브 제로》     | 수상 |
| 2016 | 고섬 독립영화상        | 획기적 시리즈 – 롱폼        | 《마스터 오브 제로》     | 후보 |
| 2016 | NAACP 이미지 어워드    | 코미디 시리즈 최우수 각본상 | 《마스터 오브 제로》     | 후보 |
| 2017 | 골든 더비 어워즈       | 올해 최고의 코미디 에피소드 | 《마스터 오브 제로》     | 수상 |
| 2017 | 프라임타임 에미상      | 최우수 코미디 시리즈        | 《마스터 오브 제로》     | 후보 |
| 2017 | 미국 프로듀서 조합     | 최우수 코미디 에피소드      | 《마스터 오브 제로》     | 후보 |
| 2018 | 미국 작가 조합상       | 코미디 시리즈               | 《마스터 오브 제로》     | 후보 |
| 2019 | 미국 작가 조합상       | 코미디 에피소드             | 《포에버》               | 후보 |